# Maria Célia Lima-Hernandes
Maria Célia Pereira Lima-Hernandes é uma linguista brasileira conhecida por suas pesquisas sobre gramaticalização, línguas de herança e linguística cognitiva. É professora titular da Faculdade de Filosofia, Letras e Ciências Humanas da Universidade de São Paulo. É vice-presidente da Associação Internacional de Linguística do Português (2021-2024).